# Dorian Awards 2015
La 6ª edizione dei Dorian Awards si è tenuta nel 2015 a Los Angeles. Durante la cerimonia sono state premiate le migliori produzioni cinematografiche e televisive del 2014.
In seguito sono elencate le categorie. Il relativo vincitore è stato indicato in grassetto

## Cinema

### Film dell'anno
- Boyhood, regia di Richard Linklater
- Birdman, regia di Alejandro González Iñárritu
- Grand Budapest Hotel (The Grand Budapest Hotel), regia di Wes Anderson
- The Imitation Game, regia di Morten Tyldum
- Pride, regia di Matthew Warchus

### Film a tematica LGBTQ dell'anno
- Pride, regia di Matthew Warchus
- Hoje eu quero voltar sozinho, regia di Daniel Ribeiro
- The Imitation Game, regia di Morten Tyldum
- Lo sconosciuto del lago (L'Inconnu du lac), regia di Alain Guiraudie
- I toni dell'amore - Love Is Strange (Love is Strange), regia di Ira Sachs

### Film "campy" dell'anno
- Into the Woods, regia di Rob Marshall
- L'amore bugiardo - Gone Girl (Gone Girl), regia di David Fincher
- Annie - La felicità è contagiosa (Annie), regia di Will Gluck
- Maleficent, regia di Robert Stromberg
- Tammy, regia di 	Ben Falcone

### Film più sottovalutato dell'anno
- Pride, regia di Matthew Warchus
- Il bambino che è in me - Obvious Child (Obvious Child), regia di Gillian Robespierre
- Snowpiercer, regia di Bong Joon-ho
- I toni dell'amore - Love Is Strange (Love is Strange), regia di Ira Sachs
- Uniti per sempre (The Skeleton Twins), regia di Craig Johnson

### Film straniero dell'anno
- Mommy, regia di Xavier Dolan • Canada
- Due giorni, una notte (Deux jours, une nuit), regia di Jean-Pierre e Luc Dardenne • Belgio
- Forza maggiore (Turist), regia di Ruben Östlund • Svezia
- Ida, regia di Paweł Pawlikowski • Polonia
- Lo sconosciuto del lago (L'Inconnu du lac), regia di Alain Guiraudie • Francia

### Film documentario dell'anno
- The Case Against 8, regia di Ben Cotner e Ryan White
- Citizenfour, regia di Laura Poitras
- Elaine Stritch: Shoot Me, regia di Chiemi Karasawa
- Life Itself, regia di Steve James
- Susan Sontag - Storia di una scrittrice (Regarding Susan Sontag), regia di Nancy Kates

### Film dall'impatto visivo più forte dell'anno
- Grand Budapest Hotel (The Grand Budapest Hotel), regia di Wes Anderson
- Birdman, regia di Alejandro González Iñárritu
- Interstellar, regia di Christopher Nolan
- Snowpiercer, regia di Bong Joon-ho
- Under the Skin, regia di Jonathan Glazer

### Regista dell'anno
- Ava DuVernay – Selma - La strada per la libertà (Selma)
- Wes Anderson – Grand Budapest Hotel (The Grand Budapest Hotel)
- David Fincher – L'amore bugiardo - Gone Girl (Gone Girl)
- Alejandro González Iñárritu – Birdman
- Richard Linklater – Boyhood

### Attore dell'anno
- Eddie Redmayne – La teoria del tutto (The Theory of Everything)
- Steve Carell – Foxcatcher - Una storia americana (Foxcatcher)
- Benedict Cumberbatch – The Imitation Game
- Jake Gyllenhaal – Lo sciacallo - Nightcrawler (Nightcrawler)
- Michael Keaton – Birdman

### Attrice dell'anno
- Julianne Moore – Still Alice
- Essie Davis – Babadook (The Babadook)
- Anne Dorval – Mommy
- Rosamund Pike – L'amore bugiardo - Gone Girl (Gone Girl)
- Reese Witherspoon – Wild

## Televisione

### Serie, miniserie o film tv drammatico dell'anno
- The Normal Heart, regia di Ryan Murphy
- Fargo
- The Good Wife
- Mad Men
- Le regole del delitto perfetto (How to Get Away With Murder)

### Serie, miniserie o film tv commedia dell'anno
- Transparent
- The Comeback
- Modern Family
- Orange Is the New Black
- Veep - Vicepresidente incompetente (Veep)

### Serie, miniserie, film tv o altra trasmissione a tematica LGBTQ dell'anno
- Transparent
- Looking
- Modern Family
- Orange Is the New Black
- Please Like Me

### Serie, miniserie, film tv o altra trasmissione "campy" dell'anno
- Jane the Virgin
- American Horror Story: Freak Show
- Penny Dreadful
- Peter Pan Live!
- Le regole del delitto perfetto (How to Get Away With Murder)

### Serie, miniserie, film tv o altra trasmissione più sottovalutata dell'anno
- Getting On
- Looking
- Orphan Black
- Please Like Me
- Transparent

### Programma di attualità dell'anno
- The Daily Show with Jon Stewart
- Anderson Cooper 360°
- The Colbert Report
- Last Week Tonight with John Oliver
- The Rachel Maddow Show

### Attore televisivo dell'anno
- Jeffrey Tambor – Transparent
- Matt Bomer – The Normal Heart
- Matthew McConaughey – True Detective
- Mark Ruffalo – The Normal Heart
- Kevin Spacey – House of Cards - Gli intrighi del potere (House of Cards)

### Attrice televisiva dell'anno
- Lisa Kudrow – The Comeback
- Viola Davis – Le regole del delitto perfetto (How to Get Away With Murder)
- Julianna Margulies – The Good Wife
- Tatiana Maslany – Orphan Black
- Frances McDormand – Olive Kitteridge

### Performance musicale televisiva dell'anno
- Neil Patrick Harris con Sugar Daddy – 68ª edizione dei Premi Tony
- Beyoncé – 31ª edizione degli MTV Video Music Awards
- Jessica Lange con Life on Mars? – American Horror Story: Freak Show
- Macklemore & Ryan Lewis, Madonna e Mary Lambert con Same Love – 56ª edizione dei Premi Grammy
- Prince – Saturday Night Live

### Video musicale dell'anno
- Chandelier – Sia
- All About That Bass – Meghan Trainor
- Anaconda – Nicki Minaj
- Blank Space – Taylor Swift
- Queen – Perfume Genius

## Altri premi

### Stella emergente ("We're Wilde About You!" Rising Star Award)
- Gina Rodriguez
- Ansel Elgort
- Jack Falahee
- Ellar Coltrane
- Jack O’Connell
- Finn Wittrock

### Spirito selvaggio dell'anno (Wilde Wit of the year Award)
- John Oliver
- Stephen Colbert
- Rachel Maddow
- Bill Maher
- Jon Stewart

### Artista dell'anno (Wilde Artist of the year Award)
- Jill Soloway
- Xavier Dolan
- Neil Patrick Harris
- Richard Linklater
- Tilda Swinton

### Timeless Award
- George Takei